# David J. O’Connell

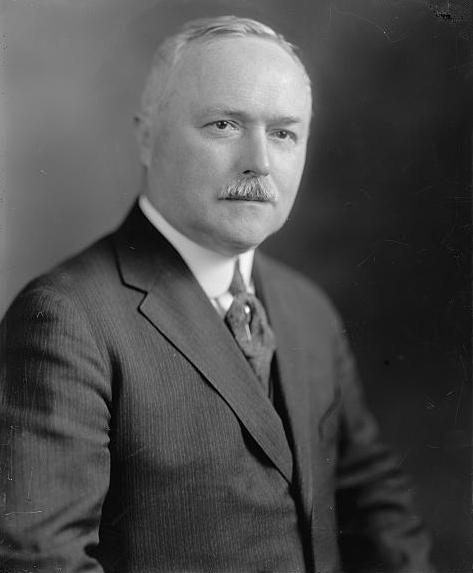
David J. O’Connell

David Joseph O’Connell (* 25. Dezember 1868 in New York City; † 29. Dezember 1930 ebenda) war ein US-amerikanischer Politiker. Er vertrat zwischen 1919 und 1921 sowie zwischen 1923 und 1930 den Bundesstaat New York im US-Repräsentantenhaus.

## Werdegang
David Joseph O’Connell wurde ungefähr drei Jahre nach dem Ende des Bürgerkrieges in New York City geboren und wuchs dort auf. In dieser Zeit besuchte er öffentliche Schulen. O’Connell arbeitete im Zeitungsgeschäft und später als Verkaufsmanager für Funk & Wagnalls. Er war Gründer und First Secretary der 28. Ward Board of Trade und des Allied Board of Trade in Brooklyn. Ferner war er Präsident der Booksellers’ League of New York. Politisch gehörte er der Demokratischen Partei an. 1920 nahm er als Delegierter an der Democratic National Convention in San Francisco teil.
Bei den Kongresswahlen des Jahres 1918 für den 66. Kongress wurde er im neunten Wahlbezirk von New York in das US-Repräsentantenhaus in Washington, D.C. gewählt, wo er am 4. März 1919 die Nachfolge von Oscar W. Swift antrat. Im Jahr 1920 erlitt er bei seiner Wiederwahlkandidatur eine Niederlage und schied nach dem 3. März 1921 aus dem Kongress aus. Er kandidierte dann für den 68. Kongress. Nach einer erfolgreichen Wahl trat er am 4. März 1923 die Nachfolge von Andrew Petersen an. O’Connell wurde drei Mal in Folge wiedergewählt. Er verstarb während seiner letzten Amtszeit am 29. Dezember 1930 in New York City und wurde dann auf dem St. John’s Cemetery in Middle Village beigesetzt.